# Chrysocraspeda tricolora
Chrysocraspeda tricolora är en fjärilsart som beskrevs av George Thomas Bethune-Baker 1915. Chrysocraspeda tricolora ingår i släktet Chrysocraspeda och familjen mätare. Inga underarter finns listade i Catalogue of Life.